# 互質
在數論中，互質（英語：coprime，符號：⊥，又稱互质）是指如果兩個或兩個以上的整數的最大公因數是1。依此定義：
- 如果數域是正整數{\displaystyle \mathbb {N^{+}} }，那麼1與所有正整數互質。
- 如果數域是整數 {\displaystyle \mathbb {Z} }，那麼1和-1與所有整數互質[2]，而且它們是僅有與0互質的整數[3]。

兩個整數a與b互質，記為{\displaystyle a\perp b}，也可以依其定义写成{\displaystyle \gcd(a,b)=1}或{\displaystyle (a,b)=1}。

## 互質的例子
例如8與10的最大公因數是2，不互質。
又如7、10、13的最大公因數是1，因此互質。
最大公因数可以通过辗转相除法得到。

## 整集互質與兩兩互質
三个或三个以上的整數互質有两种不同的情况：
- 這些整數的最大公因數是1，我們直接稱這些整數互質[4]，也稱為整集互質（英語：setwise coprime）[5]。以 {\displaystyle \{6,8,9\}}為例：{\displaystyle \gcd(6,8,9)=\gcd(\gcd(6,8),9)=\gcd(2,9)=1}
- 这些整數是两两互質的（英語：pairwise coprime）。以{\displaystyle \{7,8,9\}}為例：{\displaystyle \gcd(7,8)=\gcd(7,9)=\gcd(8,9)=1\Rightarrow \gcd(7,8,9)=\gcd(\gcd(7,8),9)=\gcd(7,\gcd(8,9))=\gcd(\gcd(7,9),8)=1}

兩兩互質是較為嚴格的互質，如果一個整數集合是兩兩互質的，它也必定是整集互質，但是整集互質不必然是兩兩互質，甚至可能兩兩皆不互質，例如{\displaystyle \gcd(6,15,10)=1}，是整集互質，但{\displaystyle \gcd(6,15)=3}、{\displaystyle \gcd(15,10)=5}、{\displaystyle \gcd(10,6)=2}，任兩者皆不互質。

## 性質
性质之一：整数a和b互質，当且仅当存在整数x,y，使得{\displaystyle xa+yb=1}。
一般地，存在整数x,y使得{\displaystyle xa+yb=d}，其中d是a和b的最大公因数（贝祖等式）。

## 判别方法
1. 两个不同的质数一定互質。例如，2与7、13与19。
2. 一个质数，另一个不为它的倍数，这两个数互質。例如，3与10、5与 26。
3. 1和任何一个自然数都互質。如1和9908。
4. 相邻两个自然数互質。如15与16。
5. 相邻两个奇数互質。如49与51。
6. 较大数是质数，則两个数互質。如97与88。
7. 两数都是合数（二数差较大），较小数所有的质因数，都不是较大数的因数，这两个数互質。如357与715，357=3×7×17，而3、7和17都不是715的因数，故这两数互質。
8. 两数都是合数（二数差较小），这两数之差的所有质因数都不是较小数的因数，这两个数互質。如85和78。85－78=7，7不是78的因数，故这两数互質。
9. 两数都是合数，较大数除以较小数的余数（大于“1”）的所有质因数，都不是较小数的因数，則两数互質。如 462与 221，462÷221=2...20，20=2×2×5。2、5都不是221的因数，故这两数互質。
10. 輾轉相除法。如255与182。255－182=73，182－（73×2）=36，73－（36×2）=1，則（255，182）=1。故这两数互質。

## 外部參考
- Final Answers > Number Theory（页面存档备份，存于）
- 史丹福大學離散結構講義（页面存档备份，存于）
- Abstract Algebra: An Inquiry Based Approach, p.45（页面存档备份，存于）